# 颜倩
颜倩，毕业于浙江传媒学院，曾是中国中央电视台主持人。

## 家庭
颜倩的丈夫是张政，也是中国中央电视台前主持人，两人1996年育有一个女儿，夫妻二人十分低调，很少在公共场合同时亮相。

## 作品
- 《晚间新闻》
- 《早间新闻》
- 《整点新闻》
- 《今天》
- 《新闻30分》